# Доходный дом С. В. Муяки
Доходный дом С. В. Муяки — памятник архитектуры. Расположен в Центральном районе Санкт-Петербурга, современный адрес дома — улица Восстания, 18, Ковенский переулок, 17.

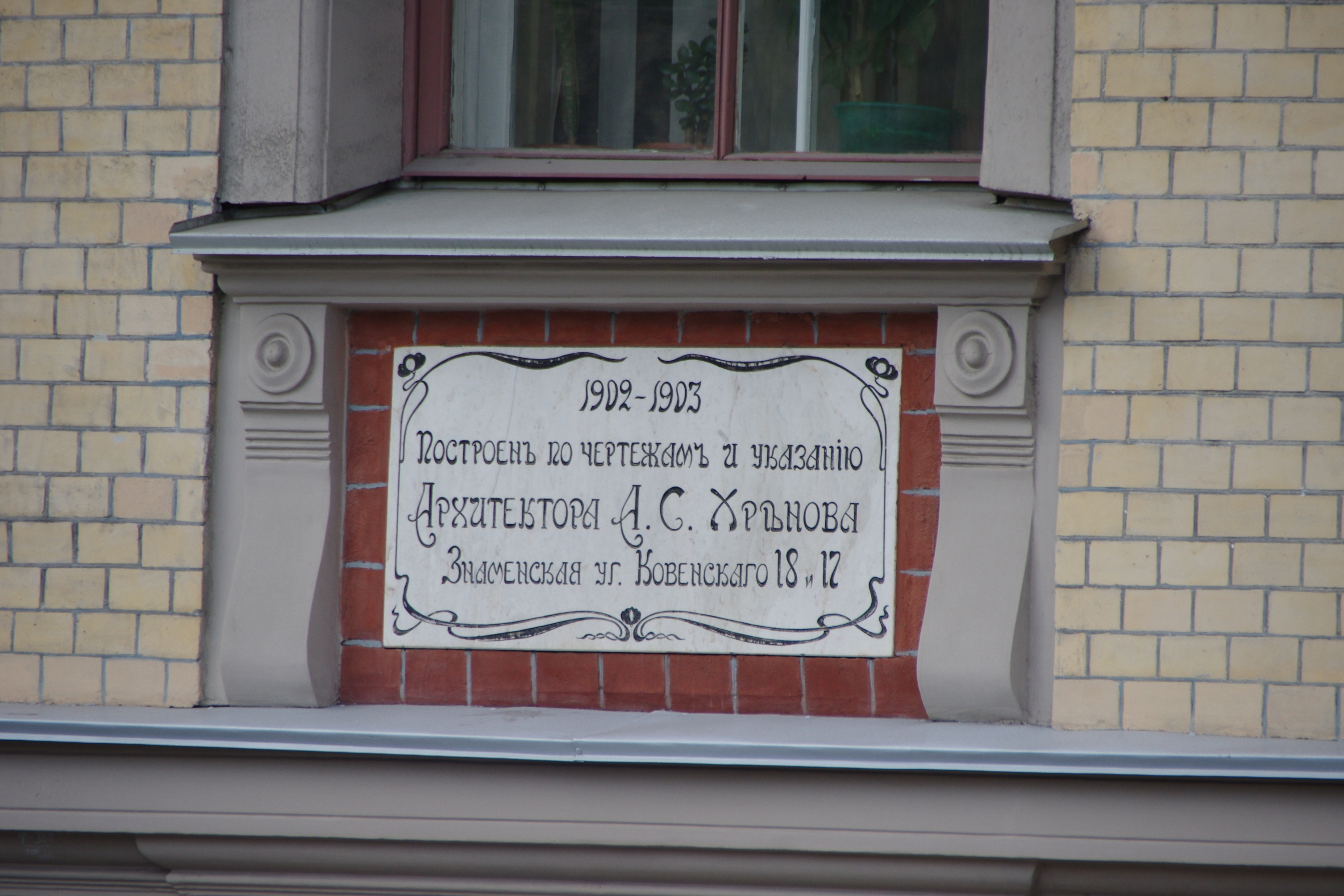

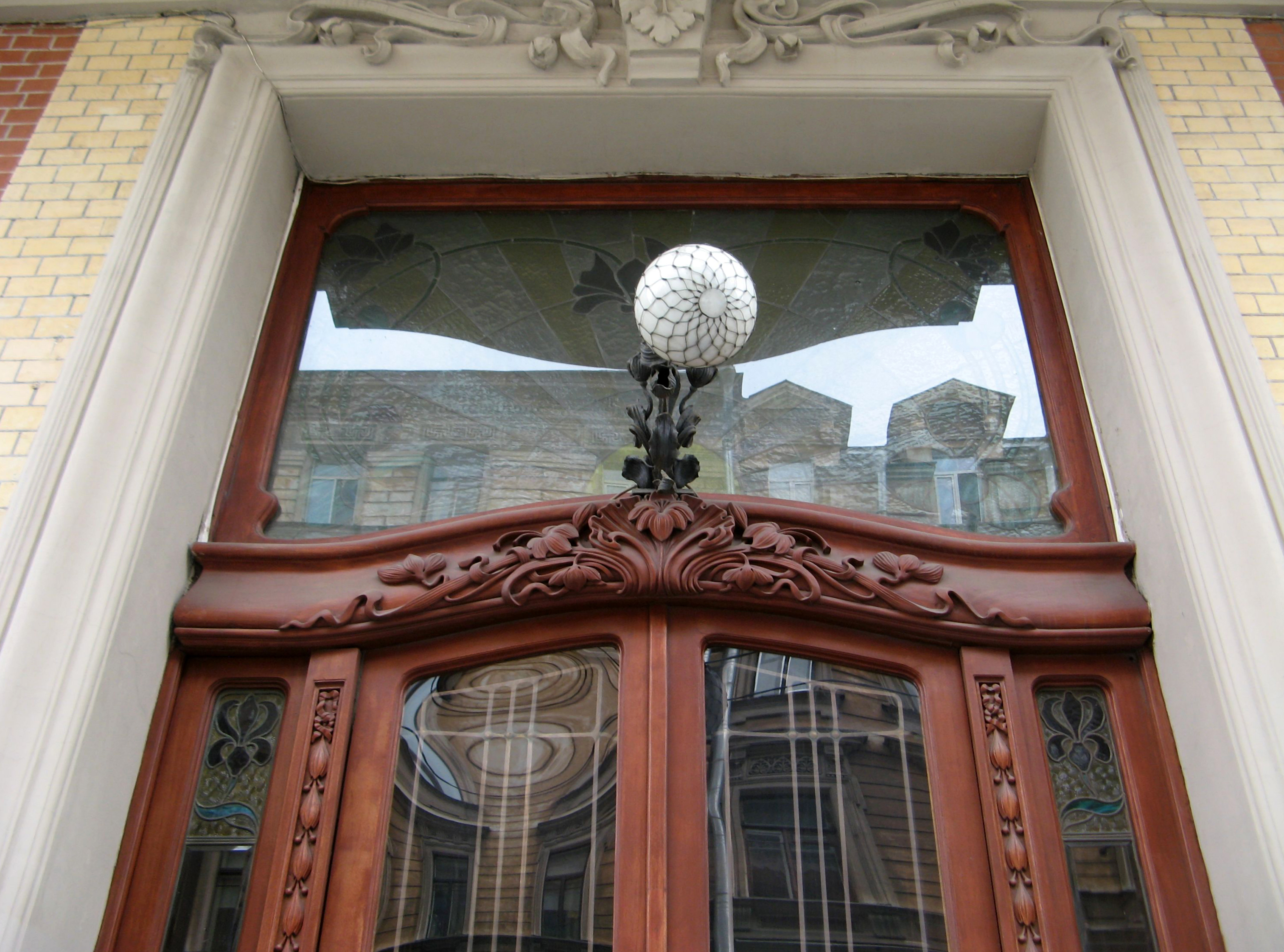

В середине XIX века участок принадлежал В. А. Кокореву.
Здание построено в 1902—1903 годах А. С. Хреновым для штабс-капитана С. В. Муяки; на доме расположена мраморная доска с адресом, годами постройки и именем архитектора. Предположительно здание предназначалось для меблированных комнат, но с 1906 по 1914 год в нём размещались четырёхлетние Высшие женские архитектурные курсы Е. Ф. Багаевой (с мастерскими, аудиториями и жилыми помещениями).
На углу пятиэтажного здания расположен эркер, здание ритмично, разнообразно декорировано: использован охристый кирпич, гранитная щепа (на цоколе), красный кирпич, лепные рельефы и железо для решёток; декорации подчёркивают окна, завершения лопаток, межэтажные пояса.
По центру парадных проходит в круглой шахте через круглые же лестничные площадки лифт. Перила и лифт выкованы на заводе Ф. К. Сан-Галли, в оформлении использованы растительные мотивы и кривые линии. Решётка до ремонта в 1990-х была практически утрачена, но кабина сохранилась, так как ещё во время Гражданской войны застряла между этажами. Металл сочетается с полихромными витражами (в симметричной плоскостной фронтальной композиции которых использованы зелёный, жёлтый, красный цвета, бесцветное рифлёное стекло), в 1993—1994 годах отремонтированными для владельца здания, Промстройбанка.